# Ameiurus
Ameiurus es un género de peces actinopeterigios de agua dulce, distribuidos por ríos y lagos de América del Norte.

## Especies
Existen 7 especies reconocidas en este género:
- Ameiurus brunneus Jordan, 1877
- Ameiurus catus (Linnaeus, 1758)
- Ameiurus melas (Rafinesque, 1820)
- Ameiurus natalis (Lesueur, 1819)
- Ameiurus nebulosus (Lesueur, 1819)
- Ameiurus platycephalus (Girard, 1859)
- Ameiurus serracanthus (Yerger y Relyea, 1968)

Además de varias especies fósiles:
- † Ameiurus hazenensis (Baumgartner, 1982)
- † Ameiurus lavetti (Lundberg, 1975)
- † Ameiurus leidyi (Lundberg, 1975)
- † Ameiurus macgrewi (Lundberg, 1975)
- † Ameiurus pectinatus (Cope, 1874)
- † Ameiurus reticulatus Smith, Morgan y Gustafson, 2000
- † Ameiurus sawrockensis (Smith, 1962)
- † Ameiurus vespertinus (Miller y Smith, 1967)